# Boiler Room
Boiler Room is een Amerikaanse film uit 2000. Het verhaal speelt zich af binnen een telemarketing-effectenkantoor en is gebaseerd op de carrière van Jordan Belfort.

## Verhaal
De hoofdpersoon, Seth Davis is een onsuccesvolle student die snel fortuin wil maken. In het begin van de film runt hij een illegaal casino. Hij treedt vervolgens in dienst bij een effectenkantoor, genaamd J.T.Marlin. Dit bedrijf verdient zijn geld door mensen te bellen en hen aandelen in lege B.V.'s te verkopen. Seth blijkt een geboren verkoper. Hij botst echter meerdere malen met een van de eigenaars van het bedrijf. Dit komt onder andere doordat ze beiden vallen voor de charmante Abbie. Ook met zijn vader, die rechter is, botst het regelmatig.
Na verloop van de tijd komt hij erachter dat de FBI bezig is met een onderzoek. Hij besluit om de FBI te helpen om op die manier zelf niet vervolgd te worden.

## Rolverdeling
| Acteur            | Personage            |
| ----------------- | -------------------- |
| Giovanni Ribisi   | Seth Davis           |
| Vin Diesel        | Chris Varick         |
| Nia Long          | Abbie Halpert        |
| Nicky Katt        | Greg Weinstein       |
| Ron Rifkin        | Rechter Marty Davis  |
| Ben Affleck       | Jim Young            |
| Tom Everett Scott | Michael Brantley     |
| Scott Caan        | Richie O'Flaherty    |
| Jamie Kennedy     | Adam                 |
| Taylor Nichols    | Harry Reynard        |
| Bill Sage         | FBI-agent David Drew |

## Trivia
- Met de Engelse term Boiler room wordt gewoonlijk de werkvloer van een telemarketingkantoor aangeduid.
- In de film worden een aantal teksten uit de films Glengarry Glen Ross en Wall Street nagesproken. Ook is een scène te zien waarin de film Wall Street wordt bekeken.